# Heaven Upside Down
Heaven Upside Down este al zecelea album de studio al trupei de rock americane Marilyn Manson, lansat pe 6 octombrie 2017 de Loma Vista Recordings și Caroline International . Albumul avea titlul inițial Say10 și trebuia să fie lansat de Ziua Îndrăgostiților . Cu toate acestea, lansarea a fost întârziată din cauza faptului că Manson a fost nemulțumit de calitatea înregistrării până la acea dată, precum și a angajamentelor față de turneul în care se aflau, precum și a programului de înregistrare al producătorului Tyler Bates. De asemenea, a fost întârziată de moartea tatălui lui Manson, Hugh Warner, care a murit în timpul producției albumului și căreia albumul i-a fost, mai târziu, dedicat.   

## Lista pieselor
Toate versurile sunt scrise de Marilyn Manson, Toate melodiile sunt compuse de Tyler Bates.
| Nr.             | Titlu                            | Lungime |  |
| 1.              | „Revelation #12”                 | 4:42    |  |
| 2.              | „Tattooed in Reverse”            | 4:24    |  |
| 3.              | „We Know Where You Fucking Live” | 4:32    |  |
| 4.              | „Say10”                          | 4:18    |  |
| 5.              | „Kill4Me”                        | 3:59    |  |
| 6.              | „Saturnalia”                     | 7:59    |  |
| 7.              | „Jesus Crisis”                   | 3:59    |  |
| 8.              | „Blood Honey”                    | 4:10    |  |
| 9.              | „Heaven Upside Down”             | 4:49    |  |
| 10.             | „Threats of Romance”             | 4:37    |  |
| Lungime totală: | Lungime totală:                  | 47:29   |  |

Referințe